# Hockerty
Hockerty es una plataforma suiza de comercio electrónico de ropa a medida fundada en 2008 con oficinas en Zúrich, Barcelona y Shanghái. Tiene sus plantas de producción en Shanghái, China y Toledo, España.

## Historia
Hockerty fue fundada en 2008 por los amigos catalanes Humbert Codina, Alberto Gil y Andreu Fernández en Zürich, Suiza como tailor4less.
En julio de 2008, la empresa comenzó a vender trajes y camisas de hombre a medida. En 2013 la empresa lanzó una marca para mujeres llamada Sumissura. En 2017 la empresa fue renombrada y cambió su nombre a Hockerty.
En 2013, los productos de mujer se separan. Nace Sumissura como marca propia. Desde entonces Sumissura ofrece una gama de productos a medida compartiendo los mismos valores con la marca original.
En 2020 la empresa inició la producción de calzado y la producción a medida. Hockerty lanzó una línea de jeans a medida en 2021.
Desde el año 2010, la plataforma ha utilizado una herramienta de estimación de medidas, un algoritmo que estima las medidas de los clientes.

## Asociaciones
En julio de 2021, junto con el lanzamiento de jeans a medida, Hockerty se asoció con Kermin Group y Advance Denim para reducir el consumo de agua, energía y químicos en la producción de jeans.
En octubre de 2021, la empresa inició una alianza con el embajador y modelo de su primera marca, el poseedor de récord, campeón olímpico español y cinco veces medallista en la disciplina de kayak, Saúl Craviotto. Una línea de moda especial dedicada a Craviotto fue presentada con su participación en Barcelona.

## Reseñas
La revista “Elle” describió el modelo de Hockerty como: productos a medida en línea a precios no competitivos.
“Okdiario”, diario digital español, describió el diseñador 3D en línea para medir ropa de Hockerty como “el diseñador web más rápido del mundo que les permite a los clientes visualizar sus creaciones en tiempo real”.
El diario nacional español “ABC” nota que Hockety es una de las empresas que mejor hace un traje a medida en línea, y también utiliza vídeos de asistencia para ayudar a los clientes digitales.
El diario en línea “El Españo”l mencionó Hockerty como “la mayor empresa de trajes y camisas a medida en línea”.
“La Vanguardia”, diario catalán, indica que Hockerty utiliza activamente en sus trajes los “tejidos mixtos de lino y algodón que se arrugan mucho menos y mantienen sus propiedades de peso y permeabilidad”.

## Operaciones
La mayor producción de la empresa se encuentra en la ciudad más poblada de China, Shanghái, (enfocada en la producción de ropa) con una fábrica en Toledo, España (enfocada en la producción de calzado). “Vanity Fair” indicó que la capacidad esperada de producción artesanal de zapatos en Toledo es de 5.000 pares. Hockerty ofrece 500 tejidos varios a diciembre de 2021 y tiene clientes en 142 países, según la revista “¡Hola!”.